# Ukrainiens
Cet article concerne le peuple ukrainien. Pour la langue ukrainienne, voir Ukrainien.
Les Ukrainiens (en ukrainien : українці, oukraïntsi) sont un groupe ethnique slave vivant principalement en Ukraine.
Le mot désigne :
- selon le droit du sol et le droit international, tous les citoyens de l'Ukraine quelles que soient leurs origines, langues et cultures ;
- selon le droit du sang pris en compte dans les législations et les recensements de l'Ukraine et des pays voisins, tous les membres de l'ethnie ukrainienne, ruthène ou rusyne, quelle que soit leur citoyenneté et le pays où ils vivent, en Galicie, Ruthénie et Bucovine (austro-hongroises avant la Première Guerre mondiale), en Bessarabie (Ukrainiens de Moldavie et du Boudjak), en Russie méridionale (bassins du Don et du Kouban) ou dans la diaspora.

## Répartition géographique

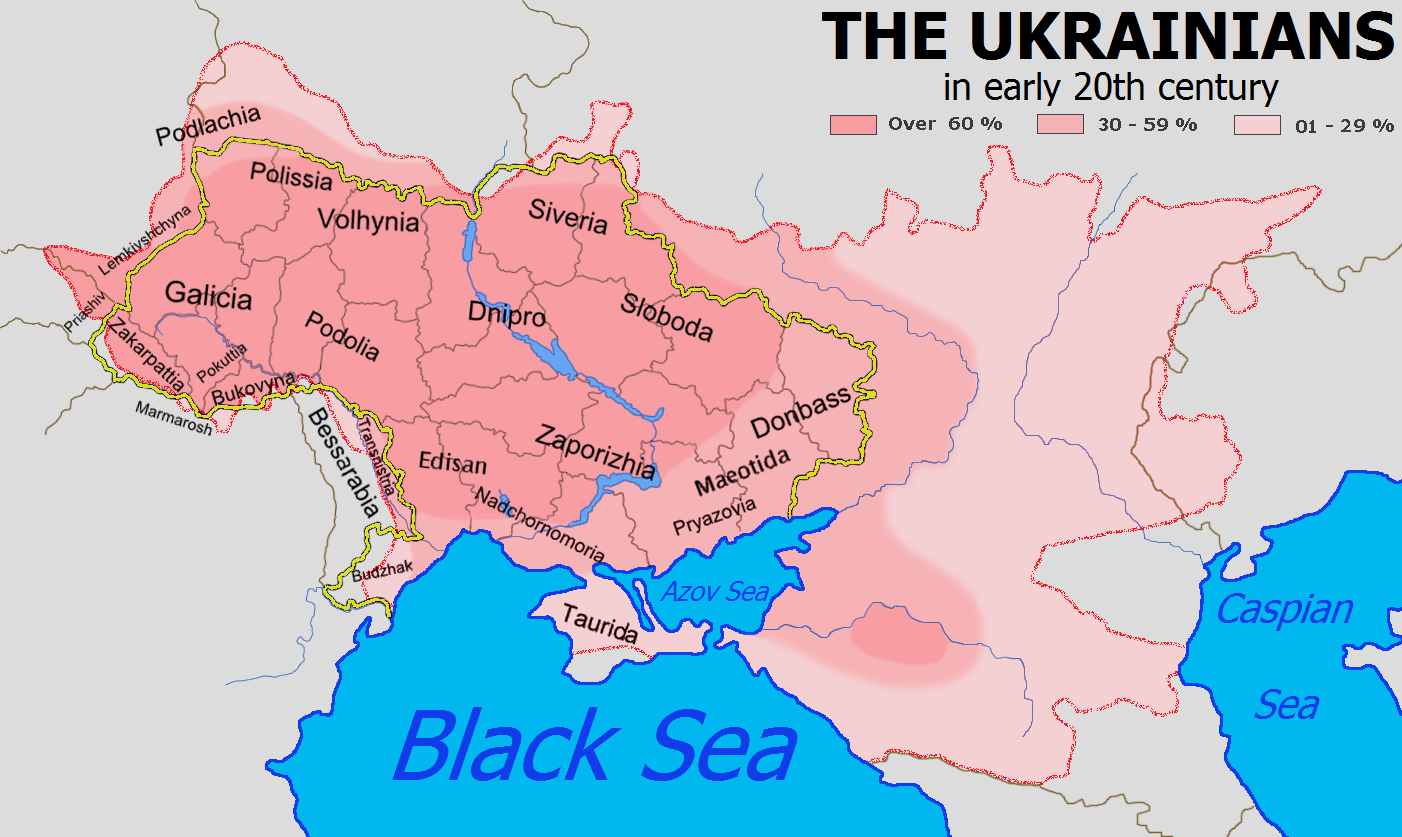
Populations de langue ukrainienne au début du XXe siècle.

La majorité du peuple ukrainien (dans le sens ethnique) vit en Ukraine où il représente plus des trois quarts de la population. En dehors de l'Ukraine, la diaspora ukrainienne se concentre surtout en Russie avec 1,9 million d'habitants. Aujourd’hui, de nombreux citoyens russes ont des origines ukrainiennes.
Selon certaines hypothèses, il y aurait près de 2,1 millions de personnes d'origine ukrainienne en Amérique du Nord (1,2 million au Canada et 890 000 aux États-Unis). Un grand nombre d'Ukrainiens vivent aussi au Brésil (500 000), en Moldavie (375 000), au Kazakhstan (environ 333 000), en Pologne (estimations de 300 000 à 400 000), en Argentine (300 000), en Biélorussie (entre 250 000 et 300 000), au Portugal (100 000), en Roumanie (entre 60 000 et 90 000) et en Slovaquie (55 000). Il y a aussi des diasporas ukrainiennes au Royaume-Uni, en Australie, en Allemagne, en Lettonie, en Suisse, en Autriche, en Italie, en Irlande, en Suède et dans l'ex-Yougoslavie.

## Origines

### Étymologie
Le nom moderne Oukraïntsi (« Ukrainiens ») est dérivé du toponyme Oukraïna (signifiant « marche frontalière ») qui apparaît pour la première fois en 1187 dans la Chronique de Nestor (le plus ancien manuscrit slave oriental qui nous soit parvenu). Mais « marche frontalière » par rapport à quoi ?
Interprétant le terme à travers le prisme de la langue russe, les sources secondaires russes et soviétiques le font dériver du substantif okraïna (окраина), « bord, frontière », qui avait à l'origine le sens de « périphérie », « bordure » ou « région frontalière »,,. Toutefois, cette interprétation est controversée, ses adversaires soulignant que la première mention de l'Ukraine en 1187 est antérieure à la création de Moscou en tant que principauté indépendante en 1272 : dans le sens de « bord, frontière » il ne peut s'agir, à cette époque, que de la principauté de Galicie-Volhynie que les Ukrainiens revendiquent comme un état médiéval ukrainien.
Les sources secondaires ukrainiennes, dans les ouvrages de Hryhoriy Pivtorak (de) et Vitaliy Skliarenko (ru), l'interprètent en ou-kraïna c'est-à-dire « en notre pays » ou « en notre terre natale » — également interprétable en « région intérieure », « terre intérieure » ou « intérieur du pays »,.
En langue ukrainienne moderne, « bord, marche-frontière » se dit okolytsa (околиця) et se distingue d'ou-kraïna.
Jusqu'au XIXe siècle, les Ukrainiens se désignaient sous le nom de Russins ou Rusyns, dérivés du nom de la Rous' de Kiev. Ces noms apparaissent dans les manuscrits médiévaux ukrainiens, les archives et la littérature religieuse et profane des XIIIe – XIXe siècles. Du XVIe au XIXe siècle, parallèlement au nom Russins, les Ukrainiens étaient appelés cosaques, car l'Ukraine formait le cœur des territoires dominés par les affranchis cosaques (la Sitch zaporogue). De la fin du XVIIe au début du XIXe siècle, après l'incorporation de la plupart des territoires ukrainiens au sein de l'Empire russe, les Ukrainiens étaient également appelés Malorossy (« Petits Russes »).
Pour la première fois dans l'historiographie, le concept de « peuple ukrainien » émerge dans le vocabulaire politique en 1590 sous la plume d'un noble russe, docteur en théologie, figure ecclésiastique et socio-politique de la république des Deux Nations : Józef Wereszczyński (en), qui lui donne une signification ethno-politique désignant des orthodoxes (dans un état catholique) locuteurs de langues slaves orientales (dans un état dominé par la noblesse polonaise et lituanienne).
L'usage de l'appellation « Ukrainiens » s'est d'abord répandu dans le centre de l'Ukraine,. Au début du XXe siècle « Ukrainiens » se généralise sur les cartes linguistiques (comme celle de J. Gabrys, Lausanne, 1918), à la place de « Ruthènes » qui dominait au XIXe siècle,. La proclamation de deux États sous les noms de République populaire d'Ukraine dans l'ex-Empire russe et de République populaire d'Ukraine occidentale dans l'ex-Empire austro-hongrois, n'est sans doute pas étrangère à ce changement.

### Génétique

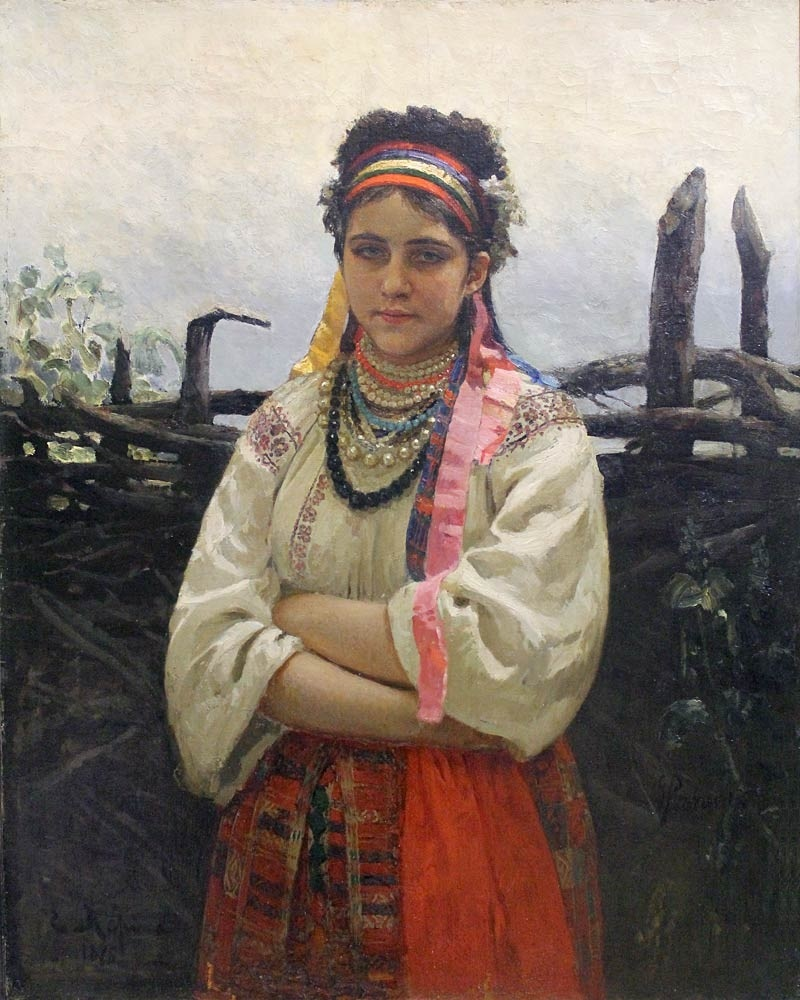
Ukrainienne devant une haie, par Ilia Répine (1876)

La plupart des hommes ukrainiens font partie de l'haplogroupe R1a (Y-ADN), qui se retrouve également en Pologne, en Russie, en Slovénie, en Asie centrale et occidentale et dans le nord de l'Inde.
Des tests ADN sur un échantillon représentatif des Ukrainiens ont été réalisés pour étudier la composition des haplogroupes. On y retrouve les halogroupes E, F (y compris G et I), J, N3, P et R1a1. L'haplogroupe majeur, le R1a, marque les habitudes migratoires des premiers Indo-Européens et est associée à la diffusion de la culture kourgane. Le second haplogroupe principal est le F, qui est une combinaison de différentes lignées. L'haplogroupe P est issu de l'ancienne population autochtone européenne, avant l'arrivée des Indo-Européens.
Les haplogroupes J et E marquent la migration des agriculteurs du Moyen-Orient durant le Néolithique et le N3 des peuples finno-ougriens.

## Culture

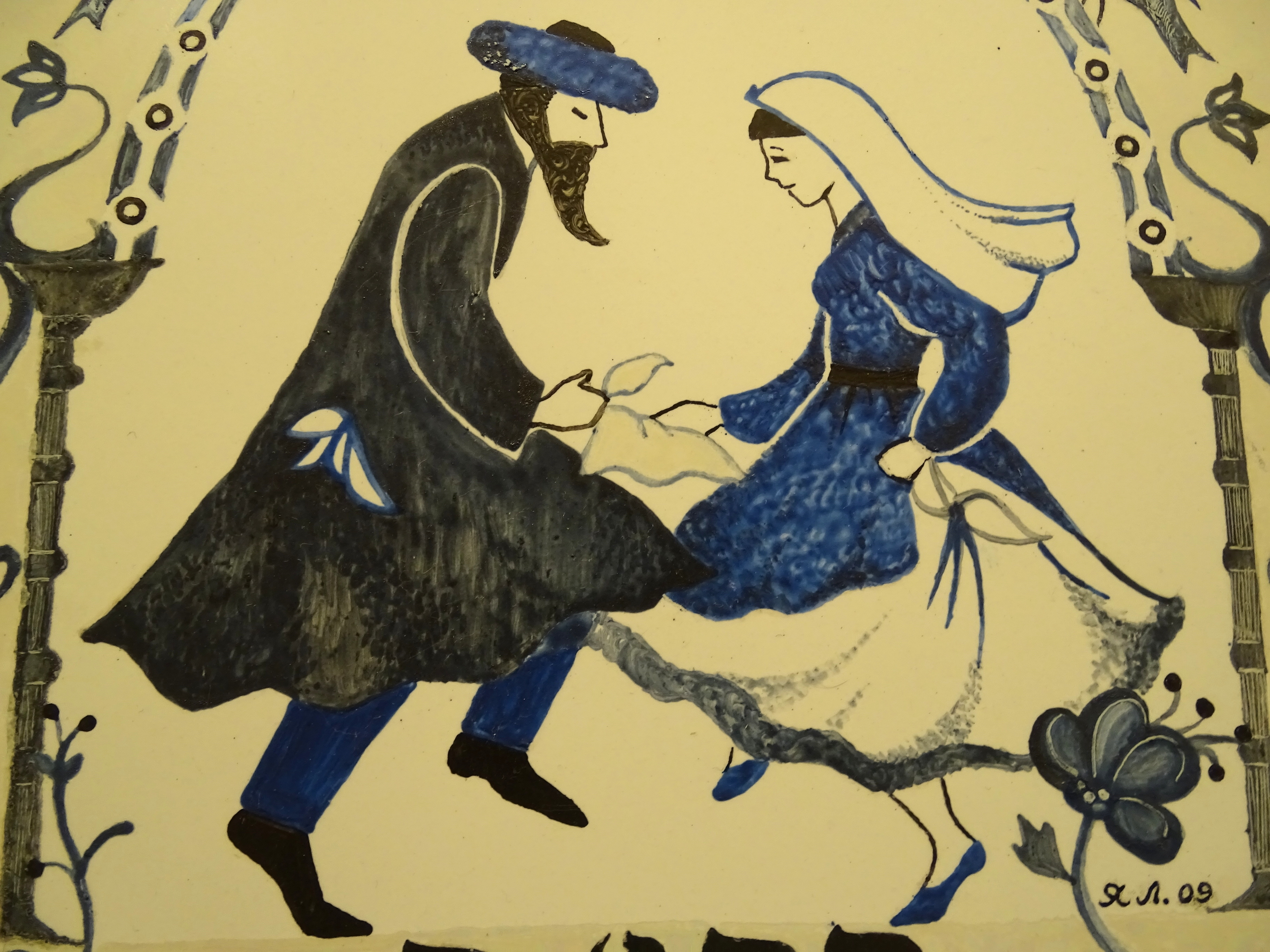
Danse folklorique sur une porcelaine au Musée d'histoire des juifs d'Odessa

En raison de son emplacement géographique, la culture ukrainienne présente principalement des influences d’Europe centrale et orientale. Au fil des siècles, elle est aussi influencée par l'Empire byzantin, puis par la Renaissance.
Aujourd'hui, l'Ukraine est divisée entre l'Ouest, influencé par l'Europe centrale, et l'Est, influencé par la Russie. La culture chrétienne a été prédominante pendant de nombreux siècles, bien que l'Ukraine ait aussi été un centre de vie vie juive et soit également au carrefour des mondes catholique, orthodoxe et islamique. La culture rurale ukrainienne intègre aussi des éléments artisanaux et décoratifs de civilisations agricoles plus anciennes comme la culture de Cucuteni-Trypillia.

### Religion
Historiquement, l'Ukraine a longtemps été habitée par des adeptes des mythologies scythe, puis scandinave, polovtse, slave et mongole. La christianisation est venue, dans sa forme orientale, de l'Empire byzantin à la fin du premier millénaire. En 988, le christianisme devient la religion officielle de la Rous' de Kiev et en 1054, lors de la séparation des Églises d'Orient et d'Occident, Kiev choisit l'obédience de Constantinople, mais déjà en Ukraine occidentale, sous influence hongroise et polonaise, des « Ruthènes » choisissent celle de Rome, qui culminera à la fin du XVIe siècle par l'émergence de l'église grecque-catholique ukrainienne.
Durant la Seconde Guerre mondiale, plus d'un million de Juifs ukrainiens sont assassinés. En 2010, l'Ukraine ne compte plus que 71 500 Juifs.
De nos jours, les Ukrainiens sont majoritairement chrétiens orthodoxes. Dans les régions de l'Est et du Sud de l'Ukraine, on soutient principalement l'Église orthodoxe ukrainienne dirigée par le Patriarcat de Moscou, tandis que dans le centre et l'Ouest de l'Ukraine, on trouve plus de soutien pour le Patriarcat de Kiev dirigé par Philarète de Kiev.
En Ukraine occidentale, dans la région historique de Galicie, l'église grecque-catholique ukrainienne, l'une des églises catholiques orientales compte de nombreux membres. Depuis la dislocation de l'URSS (qui l'avait interdite), les gréco-catholiques ukrainiens ont reconstruit leurs églises, et les églises protestantes évangeliques ont prospéré, ainsi que le mouvement Rodnovérie, un culte néopaïen d'inspiration slave.

### Langues
L'ukrainien (украї́нська мо́ва) est une langue du sous-groupe slave oriental des langues slaves. C'est la seule langue officielle de l'Ukraine. L'ukrainien écrit utilise l'alphabet ukrainien, l'une des variantes de l'alphabet cyrillique. La langue ukrainienne tire ses origines du vieux slave, dans la variante du vieux russe parlé dans la Rus' de Kiev.
Une grande partie des citoyens ukrainiens parlent russe, surtout dans les grandes zones urbaines,. Selon un sondage datant de 2021, 78 % des Ukrainiens considèrent l'ukrainien comme leur langue maternelle. Ce recensement ne couvre pas les Ukrainiens vivant dans d'autres pays.

## Groupes ethniques apparentés
En Ukraine et dans les régions limitrophes, il existe plusieurs autres sous-groupes ethniques distincts, en particulier dans l'ouest de l'Ukraine : en Ruthénie subcarpathique et en Galicie. Parmi eux, les plus connus sont les Houtsoules, les Boykos, les Lemkos et les Carpato-ruthènes, chacun avec des zones particulières de peuplement, des dialectes, des tenues, des mets, des chansons et des traditions spécifiques.

## Groupes ethniques non-apparentés
Les groupes ethniques non-apparentés sont les « minorités nationales » (національна меншина) russe, biélorusse, polonaise, hongroise, roumaine-moldave et tatare (mais cette dernière se trouve depuis 2014 sous administration russe).